# Мессими-сюр-Сон
Мессими́-сюр-Сон (фр. Messimy-sur-Saône) — коммуна во Франции, находится в регионе Рона — Альпы. Департамент — Эн. Входит в состав кантона Сен-Тривье-сюр-Муаньян. Округ коммуны — Бурк-ан-Брес.
Код INSEE коммуны — 01243.

## География
Коммуна расположена приблизительно в 370 км к юго-востоку от Парижа, в 33 км севернее Лиона, в 40 км к юго-западу от Бурк-ан-Бреса.
На западе коммуны протекает река Сона.

## Климат
Климат полуконтинентальный с холодной зимой и тёплым летом. Дожди бывают нечасто, в основном летом.

## Население
Население коммуны на 2010 год составляло 1209 человек.
| 1962 | 1968 | 1975 | 1982 | 1990 | 1999 | 2010 |
| ---- | ---- | ---- | ---- | ---- | ---- | ---- |
| 352  | 346  | 401  | 619  | 827  | 932  | 1209 |

## Администрация
| Период | Период | Фамилия        | Партия | Примечания |
| ------ | ------ | -------------- | ------ | ---------- |
| 1995   | 2008   | Марк Дю Верн   |        |            |
| 2008   | 2010   | Филипп Брюнель |        |            |
| 2010   | 2014   | Пьер Клерк     |        |            |
| 2014   | 2020   | Иветта Бадуаль |        |            |

## Экономика
В 2010 году среди 775 человек трудоспособного возраста (15—64 лет) 602 были экономически активными, 173 — неактивными (показатель активности — 77,7 %, в 1999 году было 74,8 %). Из 602 активных жителей работали 574 человека (289 мужчин и 285 женщин), безработных было 28 (16 мужчин и 12 женщин). Среди 173 неактивных 46 человек были учениками или студентами, 76 — пенсионерами, 51 были неактивными по другим причинам.

## Достопримечательности
- Замок Монбриан[фр.] (XVIII век). Исторический памятник с 1989 года[4]